# Bill Morneau
Pour les articles homonymes, voir Morneau.
William Francis Morneau, dit Bill Morneau, né le 7 octobre 1962 à Toronto, est un homme d'affaires et  homme politique canadien. 
Membre du Parti libéral du Canada, il est ministre des Finances du 4 novembre 2015 au 17 août 2020, sous le premier ministre Justin Trudeau.

## Biographie

### Jeunesse et études
Morneau naît à Toronto, en Ontario où il fréquente l'école O'Connor College. De 1981 à 1986, Morneau fréquente l'Université de Western Ontario pour compléter un baccalauréat en arts. Pendant ce temps, il passe également un an à l'université de Grenoble, en France. Il a plus tard étudié à la London School of Economics au Royaume-Uni et à INSEAD (France), où il obtient une maîtrise en économie et une maîtrise en administration des affaires.

### Carrière
Morneau est président exécutif de la plus grande entreprise de ressources humaines du Canada, Morneau Shepell et de l'Institut C.D. Howe. Il est également par la suite président du conseil d'administration de l'hôpital St. Michael et de Covenant House.

### Engagement politique
Élu député lors des élections fédérales de 2015 pour Toronto-Centre, il prête serment en tant que 39e ministre des Finances le 4 novembre 2015, dans le gouvernement de Justin Trudeau, succédant à Joe Oliver. Il participe à la réunion du groupe Bilderberg de 2016 et 2017,,,.
Il démissionne de sa fonction de ministre des Finances le 17 août 2020, sur fond de divergences avec Justin Trudeau, et surtout après un scandale éthique concernant ses relations avec une association caritative. Cette dernière, qui bénéficie de financements publics, lui avait payé, ainsi qu'à sa famille deux voyages en Équateur et au Kenya pour un total de 25 000 euros. En octobre 2020, le commissaire aux conflits d'intérêts et à l'éthique du Canada, Mario Dion, remet son rapport où il indique que Bill Morneau « n'a pas délibérément mal agi en ne divulguant pas un cadeau reçu de l'organisme UNIS ». Toutefois, le commissaire affirme vouloir continuer d'étudier ce dossier pour déterminer si Bill Morneau aurait dû se récuser lorsque le cabinet du premier ministre a décidé de confier à UNIS la gestion d'un fonds de soutien aux étudiants doté de 900 millions CA$.
Il présente ensuite sa candidature au poste de secrétaire général de l’Organisation de coopération et de développement économiques (OCDE).